# Sambo (Huambo)
Sambo é uma vila e comuna angolana que se localiza na província do Huambo, pertencente ao município de Chicala-Choloanga.